# Лоран Бутонна
Лоран Бутонна (фр. Laurent Pierre Marie Boutonnat, нар. 14 червня 1961) — французький композитор і режисер кіно та музичних відео, найбільш відомий як автор пісень Мілен Фармер і режисер кількох новаторських музичних відео.

## Кар'єра
Народився в Парижі, Лоран Бутонна зняв свій перший фільм, Ballade de la Féconductrice, у віці 17 років, тоді як сам фільм отримав рейтинг 18. Пізніше він буде показаний поза конкурсом на Каннському фестивалі. Фільм містить кілька графічних елементів, які характеризують провокаційний стиль Бутонна.
У 1984 році, створивши пісню під назвою «Maman a tort» з Жеромом Дааном, для якої потрібна була співачка, вони почали прослуховування, тоді й з’явилася Мілен Фармер, молода студентка акторської майстерності. Тоді Бутона і Фармер розпочали мистецьку співпрацю, яка триває досі. У той час як Фармер мала обмежений внесок у написання пісень у своєму першому альбомі, згодом вона взяла за звичку писати всі тексти, а Бутона пише музику та аранжує її.
Бутона також взяв на себе образ Фармер. Він почав знімати довгі, високобюджетні музичні кліпи, натхненні літературою, які більше нагадували короткометражні фільми. Його стиль отримав широке визнання, особливо завдяки відео «Libertine» і «Pourvu qu'elles soient douces», в яких дія відбувається у вісімнадцятому столітті. Інші відео, такі як "Ainsi soit je...", були оцінені за їх простоту та візуальну мову. Незалежно від того, чи це були великі виробництва чи прості проекти, усі відео Боутона, які він створив у той час, містили багато посилань на літературу та мистецтво, як-от Фармер у її текстах. Іноді вважають, що Бутона здійснив революцію у французьких музичних відео, включивши в них художні та кінематографічні образи, а тому не обмежуючи їх простими комерційними інструментами.

## Театральні фільми
- Ballade de la Féconductrice (1978)
- Джорджино (1994)
- Жаку-бідняк (2007)

## Живі відео
- Мілен Фармер - En concert (1990)
- Мілен Фармер - Live à Bercy (1997)

## Музичні кліпи
- Мілен Фармер - Maman a tort (1984)
- Мілен Фармер - Plus grandir (1985)
- Мілен Фармер - Libertine (1986)
- Мілен Фармер - Tristana (1987)
- Мілен Фармер - Sans Contrefaçon (1987)
- Мілен Фармер - Ainsi soit je... (1988)
- Мілен Фармер - Pourvu qu'elles soient douces (1988)
- Мілен Фармер - Sans Logique (1988)
- Мілен Фармер - A quoi je sers... (1989)
- Мілен Фармер - Allan (Live) (1989)
- Мілен Фармер - Plus Grandir (Live) (1990)
- Мілен Фармер - Désenchantée (1991)
- Мілен Фармер - Regrets (пісня Mylène Farmer і Jean-Louis Murat) (1991)
- Мілен Фармер - Je t'aime mélancolie (1991)
- Мілен Фармер - Beyond My Control (1992)
- Наталі Кардоне - Hasta Siempre (1997)
- Nathalie Cardone - Populaire (1998)
- Наталі Кардоне - ... Mon Ange (1999)
- Наталі Кардоне - Baila Si (2000)
- Alizée - Moi...Lolita (2000)
- Alizée - Parler tout bas (2001)
- Мілен Фармер - Les Mots (2001)
- Мілен Фармер- Pardonne-moi (2002)
- Alizée - J'ai pas vingt ans (2003)
- Мілен Фармер - Du temps (2011)
- Мілен Фармер - A l'ombre (2012)
- Мілен Фармер - N'oublie Pas (2018)
- Джулія - SEXTO (2018)
- Джулія - Passe... comme tu sais (2019)
- Джулія - Et toi mon amour (2020)

## Альбоми
Лоран Бутонна працював композитором і продюсером усіх перерахованих альбомів
- Мілен Фармер - Cendres de Lune (1986)
- Мілен Фармер - Ainsi soit je... (1989)
- Мілен Фармер - L'Autre_(Mylène_Farmer_album) (1991)
- Мілен Фармер - Dance Remixes (1992)
- Мілен Фармер - Anamorphosée (1995)
- Nathalie Cardone - Album éponyme (1999)
- Мілен Фармер - Innamoramento (1999)
- Alizée - Gourmandises (2000)
- Мілен Фармер - Les Mots (2001)
- Alizée - Mes courants électriques ... (2003)
- Мілен Фармер - Avant que l'ombre... (2005)
- Мілен Фармер - Point de Suture (2008)
- Мілен Фармер - Monkey Me (2012)
- Джулія - Passe... comme tu sais (2020)

## Саундтреки до фільмів
- Джорджино (1994)
- Le Pèlerin (1995)
- Жаку Ле Крокан (2006)